# Mercedes-AMG
Die Mercedes-AMG GmbH, auch einfach nur AMG genannt, ist eine Tochtergesellschaft der Mercedes-Benz AG und zuständig für stark motorisierte Fahrzeuge des Konzerns. Der Sitz von Mercedes-AMG in Affalterbach liegt ca. 20 km vom Hauptsitz der Mercedes-Benz AG in Stuttgart-Untertürkheim entfernt. Hans Werner Aufrecht und Erhard Melcher gründeten die Firma AMG am 1. Juni 1967. Der dritte Buchstabe der Firmenbezeichnung steht für Großaspach, den ursprünglichen Firmensitz am Geburtsort Aufrechts.

## Geschichte

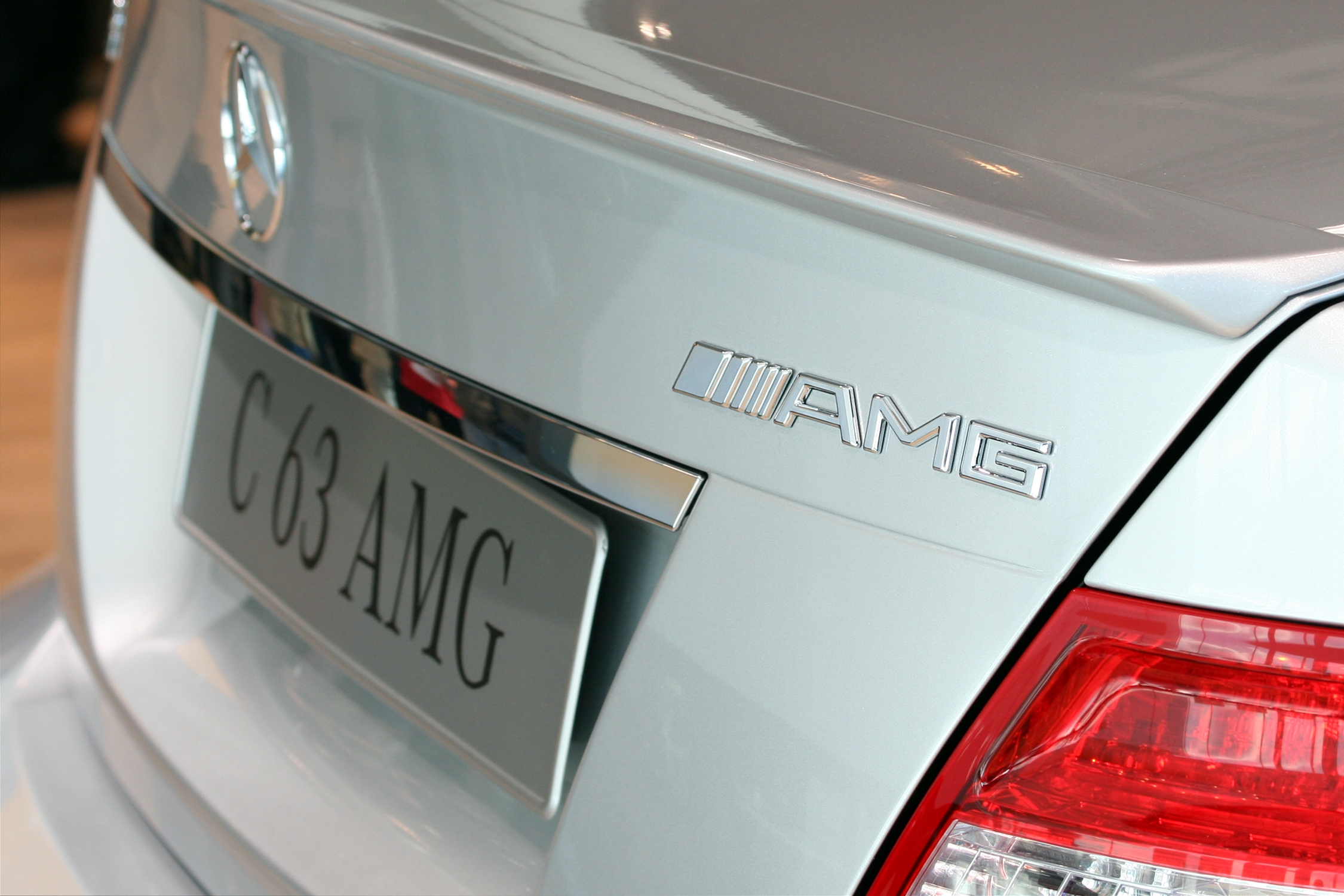
AMG-Logo auf einem Mercedes C 63 AMG (W204)

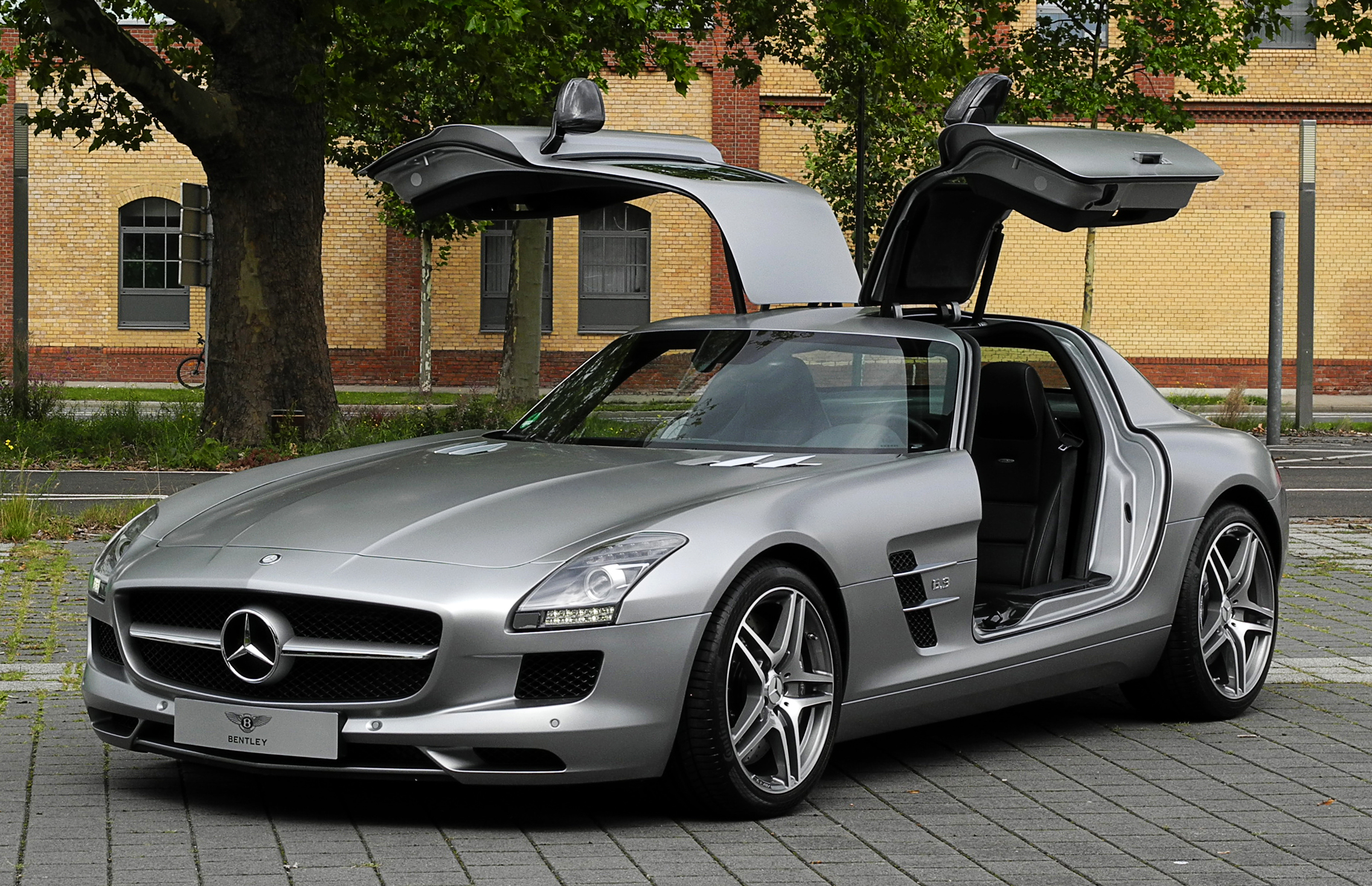
Mercedes-Benz SLS AMG (C 197)

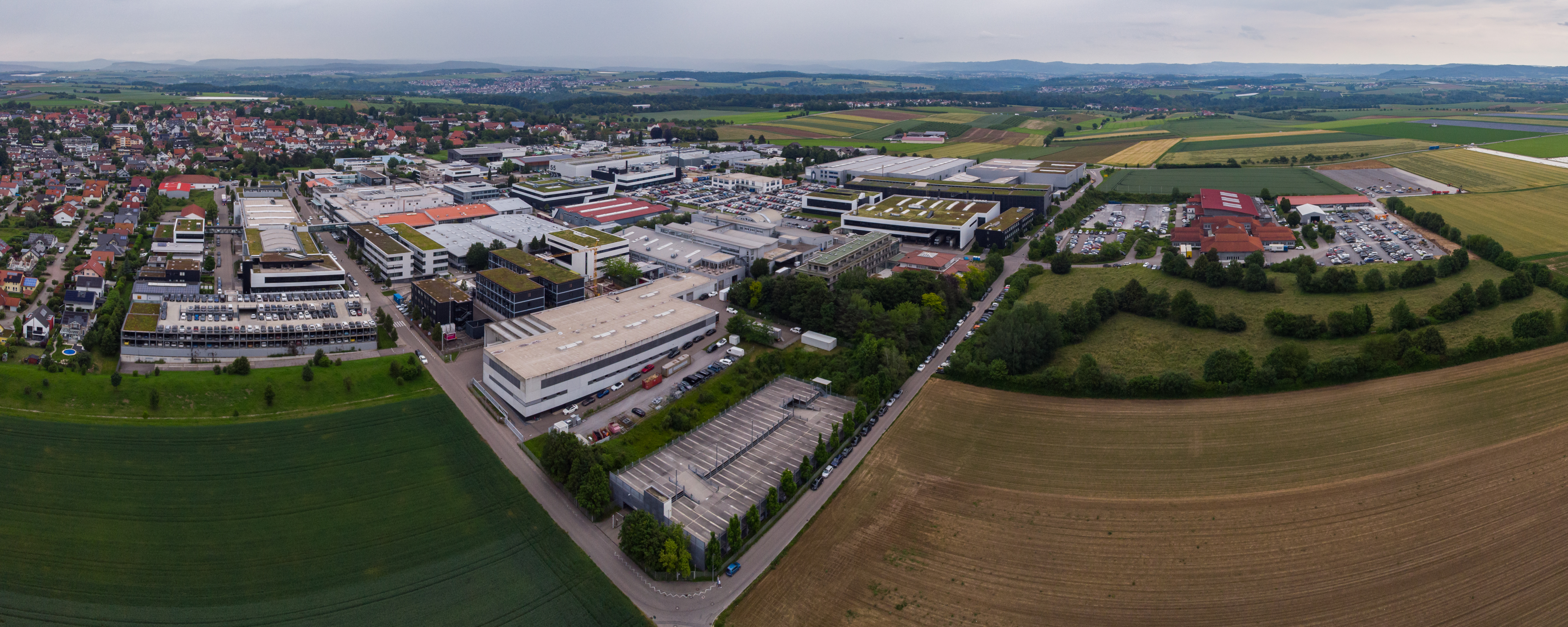
AMG Stammsitz in Affalterbach

Hans Werner Aufrecht und Erhard Melcher gründeten 1967 die Firma AMG. Der erste große sportliche Erfolg war der Klassensieg beim 24-Stunden-Rennen von Spa-Francorchamps 1971 und der zweite Platz in der Gesamtwertung des AMG Mercedes 300 SEL 6.8, einer Rennversion des Mercedes-Benz 300 SEL 6.3. Im Jahre 1976 zog das Unternehmen nach Affalterbach. Nachdem 1990 ein Kooperationsvertrag mit Mercedes-Benz unterschrieben worden war, wurde 1993 das erste gemeinsame Fahrzeugentwicklungsprojekt, der C 36 AMG, umgesetzt. 1998 übernahm die Daimler AG 51 % der Anteile von Hans Werner Aufrecht, und das Unternehmen wurde in Mercedes-AMG GmbH umbenannt. Der Firmensitz blieb Affalterbach. Seit Januar 2005 ist die Mercedes-AMG GmbH ein hundertprozentiges Tochterunternehmen der Daimler AG. AMG wurde zu einem Mercedes-Benz Original-Equipment-Manufacturer (OEM) im Bereich von Gesamtfahrzeug- und Motorentwicklung, ist in den Prozess der Fahrzeugentwicklungen von Mercedes-Benz integriert und entwickelt eigene Mercedes-Benz-Gesamtfahrzeugkonzepte im Hochleistungsbereich.
Im Jahre 2010 wurde nach 36-monatiger Entwicklungszeit der Mercedes-Benz SLS AMG vorgestellt; ab 2011 kam die gemeinsam mit der HWA AG entwickelte Rennversion des Flügeltürers nach Gruppe-GT3-Reglement als Mercedes-Benz SLS AMG GT3 zum Einsatz. Ende 2011 kündigte Mercedes-AMG eine Zusammenarbeit mit dem italienischen Motorradhersteller Ducati an. Ducati stellte auf der IAA in Frankfurt im September 2011 die Diavel AMG Special Edition vor. Dieses Projekt erledigte sich durch die Übernahme von Ducati durch Audi im April 2012.
Seit 2013 hat Aston Martin eine Partnerschaft mit der Daimler AG, was auch die Lieferung von AMG-Motoren an Aston Martin beinhaltet. Im Juli 2014 wurden Verhandlungen zwischen Mercedes-AMG und dem italienischen Motorradhersteller MV Agusta bekannt. Ende Oktober 2014 unterzeichneten die Unternehmen eine Kooperationsvereinbarung, nach der Mercedes-AMG 25 Prozent von MV Agusta übernimmt.
Am 9. September 2014 wurde unter dem Namen Mercedes-AMG GT die zweite Eigenentwicklung aus Affalterbach vorgestellt. Dieser löst seinen Vorgänger, den SLS AMG, ab.
Zum ersten August 2020 wechselte der langjährige AMG-Geschäftsführer Tobias Moers als CEO zu Aston Martin. Sein Nachfolger ist Philipp Schiemer, der zuvor CEO der Mercedes-Benz do Brasil Ltda war.
Im Januar 2023 gab die Mercedes-Benz Group in einer Pressemitteilung bekannt, dass Philipp Schiemer die Mercedes-AMG verlässt und Michael Schiebe seinen Posten zum 1. April 2023 übernimmt; Schiebe arbeitet über 15 Jahre bei Mercedes und war vor dieser Aufgabe im Büro von Ola Kallenius (Chief of Staff to the Chairman of the Board of Management) und Leiter des Corporate Office.
| Name              | von               | bis                |
| ----------------- | ----------------- | ------------------ |
| Wolfgang Bernhard | 1. Januar 1998    | 31. Dezember 2000  |
| Ulrich Bruhnke    | 1. Januar 2001    | 30. September 2003 |
| Hubertus Troska   | 1. Oktober 2003   | 31. August 2005    |
| Volker Mornhinweg | 1. September 2005 | 31. März 2010      |
| Ola Källenius     | 1. April 2010     | 30. September 2013 |
| Tobias Moers      | 1. Oktober 2013   | 31. Juli 2020      |
| Philipp Schiemer  | 1. August 2020    | 28. Februar 2023   |
| Michael Schiebe   | 1. März 2023      |                    |

## AMG im Motorsport

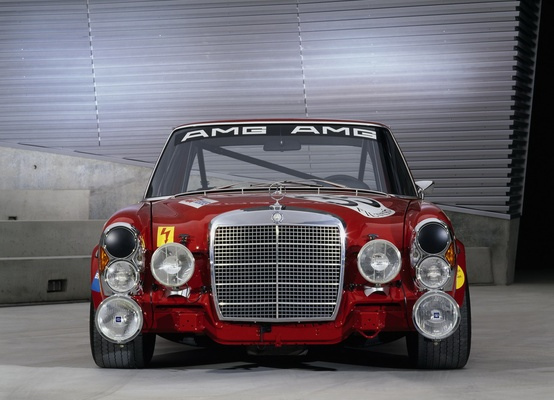
AMG 300 SEL 6.8 „Rote Sau“ (1971)

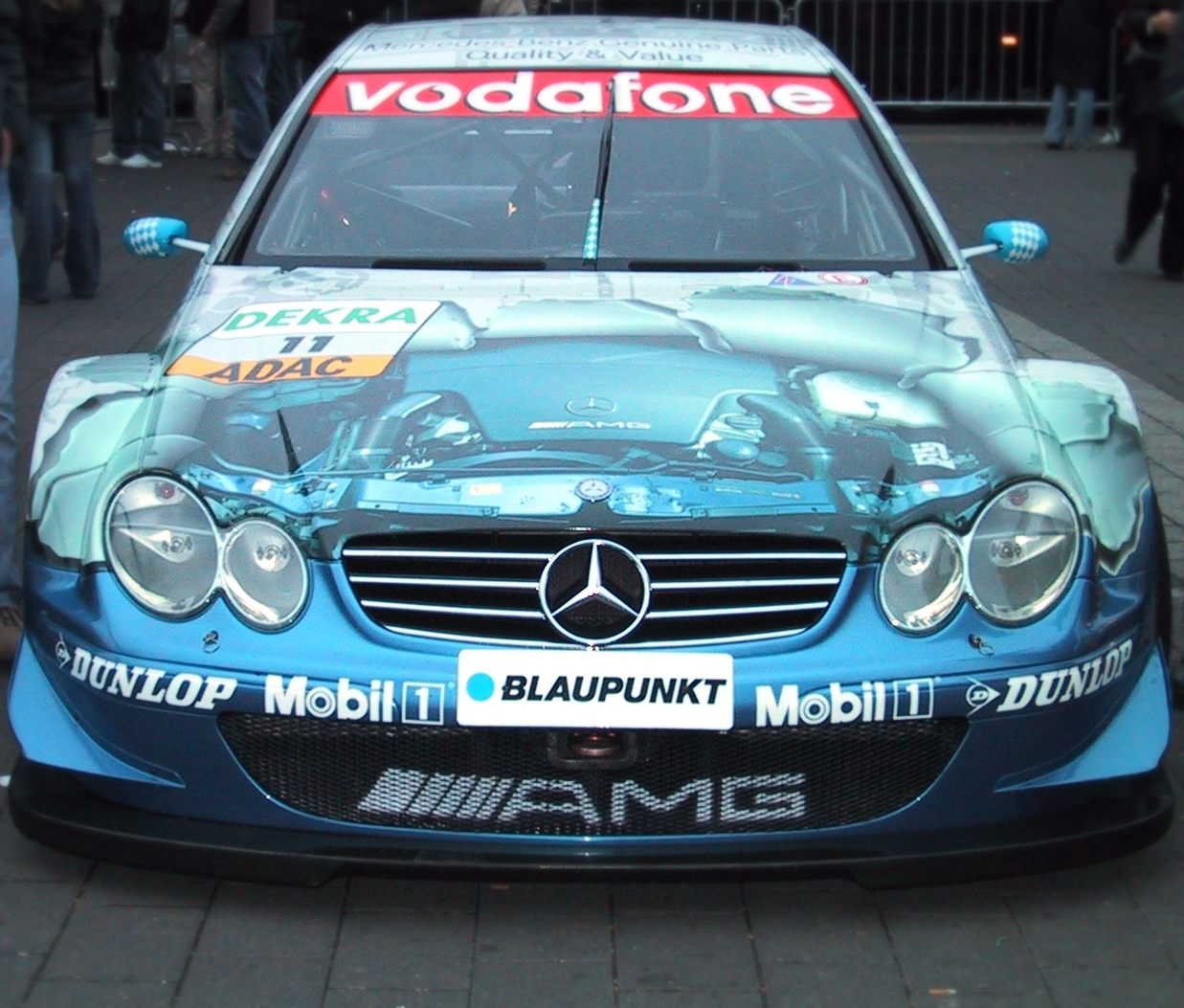
Mercedes-AMG-DTM-Fahrzeug

Ende der 1960er- bis Anfang der 1970er-Jahre setzte AMG die große Mercedes-Limousine 300 SEL 6.3 im Tourenwagensport ein. Dieser spektakuläre Wagen, mit über 295 kW aus einem auf 6,8 Liter Hubraum aufgebohrten V8-Motor, erzielte einige Achtungserfolge, hatte jedoch aufgrund des hohen Gewichtes Probleme mit den Reifen. Rennteilnahmen um 1980 erfolgten mit dem Coupé 450 SLC 5.0 auf Basis der Mercedes-Benz C 107.
Nach der Einführung des sportlichen Mercedes-Benz 190 E 2.3-16 mit 4-Ventil-Technik setzte unter anderem AMG diesen in der Deutschen Tourenwagen-Meisterschaft (DTM) ein. Das Werk unterstützte die räumlich nahegelegene Mannschaft ab 1988 (neben den Sportwagen von Peter Sauber), so dass AMG den Status eines Werksteams bekam bzw. später ganz übernommen wurde. In den Jahren 1992 und 1994 errang Klaus Ludwig den DTM-Titel, 1995 Bernd Schneider. Zudem gewann dieser im selben Jahr den Titel in der neu geschaffenen und parallel stattfindenden ITC, die mit den gleichen Fahrzeugen im europäischen Ausland ausgetragen wurde.
1996 wurde nur noch eine Meisterschaft unter der Bezeichnung ITC im In- und Ausland ausgetragen. Nach deren Aus am Ende des gleichen Jahres (durch Rückzug der Konkurrenz von Opel und Alfa Romeo aus Kostengründen) erlaubte die FIA für 1997 einen Einstieg in die GT1-Weltmeisterschaft mit dem in kurzer Zeit über dem Winter entwickelten Mercedes-Benz CLK GTR, obwohl noch keine der vorgeschrieben 25 Straßenfahrzeuge vorhanden waren. Das kompromisslos als Rennwagen entwickelte V12-Fahrzeug gewann 1997 prompt die WM gegen Konkurrenz von unter anderem Porsche und private McLaren-BMW. 1998 wurde die Evolutionsstufe CLK LM mit V8-Motor eingeführt, die zwar in Le Mans mit Ölpumpenproblemen ausschied, aber ansonsten die GT-Weltmeisterschaft gegen den ebenfalls weiterentwickelten Porsche 911 GT1-98 dominierte. Da die private GT1-Konkurrenz chancenlos war und sich zurückzog, endete auch diese Serie mangels Gegnern. Die ersten CLK-GTR-Straßenfahrzeuge wurden erst jetzt ausgeliefert.
Nach der Eingliederung von AMG in den DaimlerChrysler-Konzern gründete Hans-Werner Aufrecht 1998 die H.W.A. GmbH (heute HWA AG), welche die Renneinsätze für Mercedes-Benz bzw. Mercedes-AMG durchführt.
Auch in der Formel 1 werden AMG-Fahrzeuge außerhalb der eigentlichen Rennveranstaltung als Hilfsfahrzeuge eingesetzt. Beispiele hierfür sind das Medical Car und das Safety Car, für die in der Saison 2019 das Mercedes-AMG C63 T-Modell respektive der AMG GT R eingesetzt wurden. 2010 bis 2014 wurde ein modifizierter SLS AMG als Safety Car eingesetzt. Seit dem Jahr 2012 tritt auch das Mercedes-Werksteam in der Formel 1 unter dem Namen „Mercedes AMG Petronas F1 Team“ an und konnte am 14. bzw. 15. April 2012 beim Großen Preis von China durch Nico Rosberg die erste Pole-Position und den ersten Sieg feiern. Zwischen 2014 und 2020 konnten sieben Fahrer- sowie fünf Konstrukteursweltmeisterschaften in der Formel 1 gewonnen und mehrere Rekorde aufgestellt werden. Siehe auch: Formel-1-Statistik

## Fahrer in der DTM
| 1988 | Mercedes 190E 2.3-16                                       | Johnny Cecotto | Marc Hessel   | Heiner Weiss         | Kurt Thiim        | Jean-Louis Schlesser |               |                    |
| 1989 | Mercedes 190E 2.3-16                                       | Klaus Ludwig   | Kurt Thiim    | Joachim Winkelhock   |                   |                      |               |                    |
| 1990 | Mercedes 190E 2.3-16                                       | Klaus Ludwig   | Kurt Thiim    | Fritz Kreutzpointner | Thomas Winkelhock | Karl Wendlinger      | Robb Gravett  | Michael Schumacher |
| 1991 | Mercedes 190E 2.5-16 Evo2                                  | Klaus Ludwig   | Kurt Thiim    | Fritz Kreutzpointner | Ellen Lohr        | Bernd Schneider      |               |                    |
| 1992 | Mercedes 190E 2.5-16 Evo2                                  | Klaus Ludwig   | Keke Rosberg  | Ellen Lohr           | Bernd Schneider   |                      |               |                    |
| 1993 | AMG-Mercedes 190E Klasse 1/AMG-Mercedes 190E 2.5-16 Evo II | Klaus Ludwig   | Roland Asch   | Ellen Lohr           | Bernd Schneider   |                      |               |                    |
| 1994 | AMG Mercedes C-Klasse                                      | Klaus Ludwig   | Roland Asch   | Ellen Lohr           | Bernd Schneider   |                      |               |                    |
| 1995 | Mercedes-Benz C-Klasse V6                                  | Jörg van Ommen | Jan Magnussen | Dario Franchitti     | Bernd Schneider   |                      |               |                    |
| 1996 | AMG-Mercedes C-Klasse                                      | Alexander Grau | Jan Magnussen | Dario Franchitti     | Bernd Schneider   | Juan Pablo Montoya   | Ricardo Zonta | Bernd Mayländer    |

## Besonderheiten
AMG produzierte ab dem Jahr 2004 in einer Kleinserie einen der leistungsstärksten Roadster der Welt, den SL 65 AMG auf Basis des Mercedes-Benz R 230. Der dort eingesetzte V12-Biturbo-Motor mit sechs Litern Hubraum und 450 kW (612 PS), der auch im Maybach verbaut wurde, wurde auch in anderen Modellen von AMG angeboten. Das Drehmoment dieses Motors lag bei 1200 Nm, wurde aber über das Motorsteuergerät auf maximal 1000 Nm begrenzt, um das Getriebe und andere Komponenten im Antriebsstrang nicht zu überlasten. Das maximale Drehmoment lag schon bei Umdrehungen ab 2000 min−1 an, was ein souveränes Fahrverhalten ermöglicht, da immer genug Kraft ohne große Drehzahlsteigerung vorhanden ist.
Der V12-Biturbo-Motorblock kam außerdem in der S-Klasse-Limousine, der G-Klasse und im CL Coupé zum Einsatz. Bei allen Baureihen mit diesem Motor war die Leistung gleich. Nur für die 2009 aufgelegte und auf 350 Exemplare limitierte Sonderserie SL 65 AMG Black Series wurde die Leistung auf 493 kW (670 PS) gesteigert.
Für den Mercedes-Benz SLR McLaren der 2003 bis 2009 produziert wurde, wurde der V8-Kompressor-Motor zugeliefert, aber mit bis zu 650 PS.
In den 1980er kooperierte AMG mit mehreren japanischen Automobilherstellern. Aus der Zusammenarbeit mit Mitsubishi sind die Modelle Galant AMG (1989-1993, 1395 Stück), sowie Debonair V 3000 Royal AMG entstanden. Von letzterem wurden ab 1987 in vier Jahren knapp über 300 Stück produziert. Beide Modelle wurden nur auf dem japanischen Markt angeboten. Ausschließlich in Südafrika wurde der Honda Ballade AMG angeboten.

## Aktuelle Modelle

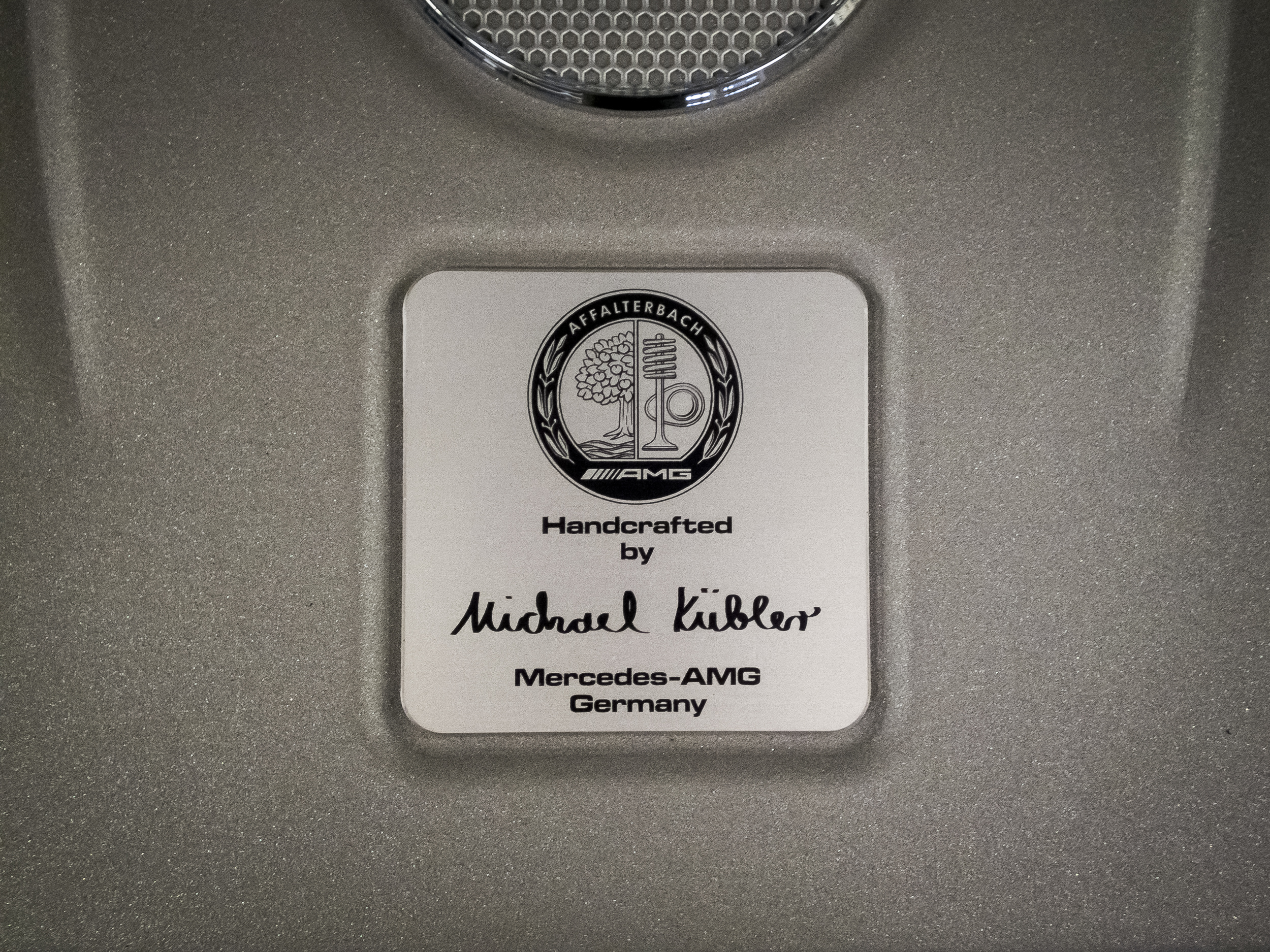
Seit Einführung des M 113 werden alle AMG-Motoren mit einer vom Monteur unterschriebenen Plakette gekennzeichnet

Derzeit werden verschiedene Otto- und Elektromotoren, sowie Kombinationen daraus (Hybrid) in AMG-Fahrzeugen verbaut. Ein Dieselmotor wird derzeit nicht gebaut, war jedoch bereits in der Modellpalette vorhanden. Die technisch wirkenden Zahlenbezeichnungen der Motorbaureihen haben entgegen weiterhin verbreiteter Annahme heute keinen konkreten Zusammenhang mehr mit dem Hubraum: So hat der 45er Motor lediglich 2 Liter Hubraum, während der 63er Motor nach Versionen mit 6,2 und später 5,5 und 4 inzwischen in der neusten Variante der C-Klasse nur noch 2 Liter Hubraum aufweist.
Die AMG-Motoren werden in Handarbeit überwiegend in der Motoren-Manufaktur in Affalterbach zusammengebaut – jeder Motor von einem einzelnen Mechaniker nach dem Prinzip „ein Mann – ein Motor“. Im letzten Arbeitsschritt wird die Plakette mit der Unterschrift des Mechanikers angebracht. Die Motoren werden an die jeweiligen Mercedes-Benz-Werke wie Sindelfingen oder Bremen geliefert und dort in die AMG-Fahrzeuge eingebaut.

### 35
Der A35 trägt sehr zur Erfüllung der Flottenverbrauchsziele von Mercedes-AMG bei (CO2-Ausstoß dieses Modells: 169-167 g/km)
| Modell | Baureihe | Leistung        | Varianten                   | Bauzeit   | Motor                |
| ------ | -------- | --------------- | --------------------------- | --------- | -------------------- |
| A 35   | W 177    | 225 kW (306 PS) | Kompaktlimousine, Limousine | seit 2019 | M 260 (2,0 Liter R4) |
| CLA 35 | W 118    | 225 kW (306 PS) | Coupé, Shooting Brake       | seit 2019 | M 260 (2,0 Liter R4) |
| GLB 35 | X 247    | 225 kW (306 PS) | SUV                         | seit 2019 | M 260 (2,0 Liter R4) |
| GLA 35 | H 247    | 225 kW (306 PS) | Kompakt-SUV                 | seit 2020 | M 260 (2,0 Liter R4) |

### 43
| Modell        | Baureihe      | Leistung VM     | Leistung EM     | Hybridisierung | Varianten                             | Bauzeit   | Verbrennungsmotor           |
| ------------- | ------------- | --------------- | --------------- | -------------- | ------------------------------------- | --------- | --------------------------- |
| C 43          | 205           | 287 kW (390 PS) | --              | --             | Limousine, T-Modell, Coupé, Cabriolet | seit 2018 | M 276 (3,0 Liter V6)        |
| GLC 43        | X 253 / C 253 | 287 kW (390 PS) | --              | --             | SUV, Coupé                            | seit 2019 | M 276 (3,0 Liter V6)        |
| GLC 43 4MATIC | X 254         | 310 kW (421 PS) | 10 kW (14 PS)   | P1-Hybrid      | SUV, Coupé                            | seit 2023 | M 139 (2,0 Liter R4)        |
| GT 43 4MATIC+ | X 290         | 270 kW (367 PS) | 16 kW (22 PS)   | P1-Hybrid      | Coupé                                 | seit 2019 | M 256 (3,0 Liter R6 Hybrid) |
| EQE 43        | V 295         | --              | 350 kW (476 PS) | --             | Limousine                             | seit 2022 | Elektromotor                |

### 45
| Modell   | Baureihe | Leistung        | Varianten             | Bauzeit   | Motor                |
| -------- | -------- | --------------- | --------------------- | --------- | -------------------- |
| A 45 S   | W 177    | 310 kW (421 PS) | Kompaktlimousine      | seit 2019 | M 139 (2,0 Liter R4) |
| CLA 45 S | 118      | 310 kW (421 PS) | Coupé, Shooting Brake | seit 2019 | M 139 (2,0 Liter R4) |
| GLA 45   | H 247    | 285 kW (387 PS) | Kompakt-SUV           | seit 2020 | M 139 (2,0 Liter R4) |
| GLA 45 S | H 247    | 310 kW (421 PS) | Kompakt-SUV           | seit 2020 | M 139 (2,0 Liter R4) |

### 53
| Modell              | Baureihe | Leistung                        | Varianten        | Bauzeit   | Motor                       |
| ------------------- | -------- | ------------------------------- | ---------------- | --------- | --------------------------- |
| E 53                | 213      | 320 kW + 16 kW (435 PS + 22 PS) | Limousine, Kombi | seit 2018 | M 256 (3,0 Liter R6 Hybrid) |
| E 53                | 238      | 320 kW + 16 kW (435 PS + 22 PS) | Coupé, Cabriolet | seit 2018 | M 256 (3,0 Liter R6 Hybrid) |
| CLS 53              | C 257    | 320 kW + 16 kW (435 PS + 22 PS) | Coupé            | seit 2018 | M 256 (3,0 Liter R6 Hybrid) |
| GT 53               | X 290    | 320 kW + 16 kW (435 PS + 22 PS) | Coupé            | seit 2019 | M 256 (3,0 Liter R6 Hybrid) |
| CLE 53              | 236      | 330 kW + 17 kW (449 PS + 23 PS) | Coupé            | seit 2024 | M 256 (3,0 Liter R6 Hybrid) |
| EQE 53              | V 295    | 460 kW (625 PS)                 | Limousine        | seit 2022 | Elektromotor                |
| EQS 53              | V 297    | 484 kW (658 PS)                 | Limousine        | seit 2021 | Elektromotor                |
| EQS 53 Dynamic Plus | V 297    | 560 kW (761 PS)                 | Limousine        | seit 2021 | Elektromotor                |

### 55
| Modell        | Baureihe | Leistung        | Varianten | Bauzeit   | Motor                |
| ------------- | -------- | --------------- | --------- | --------- | -------------------- |
| SL 55 4MATIC+ | R 232    | 350 kW (476 PS) | Roadster  | seit 2021 | M 177 (4,0 Liter V8) |
| GT 55 4MATIC+ | C 192    | 350 kW (476 PS) | Coupé     | seit 2024 | M 177 (4,0 Liter V8) |

### 63
| Modell                 | Baureihe  | Leistung VM     | Leistung EM     | Hybridisierung | Varianten                             | Bauzeit   | Verbrennungsmotor    |
| ---------------------- | --------- | --------------- | --------------- | -------------- | ------------------------------------- | --------- | -------------------- |
| C 63 S E Performance   | 206       | 350 kW (476 PS) | 150 kW (204 PS) | P3-Hybrid      | Limousine, T-Modell                   | seit 2023 | M 139 (2,0 Liter R4) |
| GLC 63 S E Performance | X 254     | 350 kW (476 PS) | 150 kW (204 PS) | P3-Hybrid      | SUV, Coupé                            | seit 2023 | M 139 (2,0 Liter R4) |
| C 63                   | 205       | 350 kW (476 PS) | --              | --             | Limousine, T-Modell, Coupé, Cabriolet | 2015-2023 | M 177 (4,0 Liter V8) |
| C 63 S                 | 205       | 375 kW (510 PS) | --              | --             | Limousine, T-Modell, Coupé, Cabriolet | 2015-2023 | M 177 (4,0 Liter V8) |
| E 63                   | 213       | 420 kW (571 PS) | --              | --             | Limousine, T-Modell                   | 2017-2023 | M 177 (4,0 Liter V8) |
| E 63 S                 | 213       | 450 kW (612 PS) | --              | --             | Limousine, T-Modell                   | 2017-2023 | M 177 (4,0 Liter V8) |
| S 63                   | 222 / 217 | 430 kW (585 PS) | --              | --             | Limousine, Coupé, Cabriolet           | seit 2017 | M 177 (4,0 Liter V8) |
| S 63 S                 | 222 / 217 | 450 kW (612 PS) | --              | --             | Limousine, Coupé, Cabriolet           | seit 2017 | M 177 (4,0 Liter V8) |
| S 63 E Performance     | 223       | 450 kW (612 PS) | 140 kW (190 PS) | P3-Hybrid      | Limousine                             | seit 2023 | M 177 (4,0 Liter V8) |
| G 63                   | W 463     | 430 kW (585 PS) | --              | --             | SUV                                   | seit 2018 | M 177 (4,0 Liter V8) |
| GLC 63                 | 253       | 350 kW (476 PS) | --              | --             | SUV, Coupé                            | 2017-2023 | M 177 (4,0 Liter V8) |
| GLC 63 S               | 253       | 375 kW (510 PS) | --              | --             | SUV, Coupé                            | 2017-2023 | M 177 (4,0 Liter V8) |
| GT 63                  | X 290     | 430 kW (585 PS) | --              | --             | Coupé                                 | seit 2019 | M 177 (4,0 Liter V8) |
| GT 63 S                | X 290     | 470 kW (639 PS) | --              | --             | Coupé                                 | seit 2019 | M 177 (4,0 Liter V8) |
| GT 63 S E Performance  | X 290     | 470 kW (639 PS) | 150 kW (204 PS) | P3-Hybrid      | Coupé                                 | seit 2021 | M 177 (4,0 Liter V8) |
| GT 63 4MATIC+          | C 192     | 430 kW (585 PS) | --              | --             | Coupé                                 | seit 2023 | M 177 (4,0 Liter V8) |
| GT 63 Pro 4MATIC+      | C 192     | 450 kW (612 PS) | --              | --             | Coupé                                 | seit 2024 | M 177 (4,0 Liter V8) |
| GT 63 S E Performance  | C 192     | 450 kW (612 PS) | 150 kW (204 PS) | P3-Hybrid      | Coupé                                 | seit 2024 | M 177 (4,0 Liter V8) |
| SL 63                  | R 232     | 430 kW (585 PS) | --              | --             | Roadster                              | seit 2021 | M 177 (4,0 Liter V8) |
| SL 63 S E Performance  | R 232     | 612 PS (450 kW) | 150 kW (204 PS) | P3-Hybrid      | Roadster                              | seit 2024 | M 177 (4,0 Liter V8) |

### GT

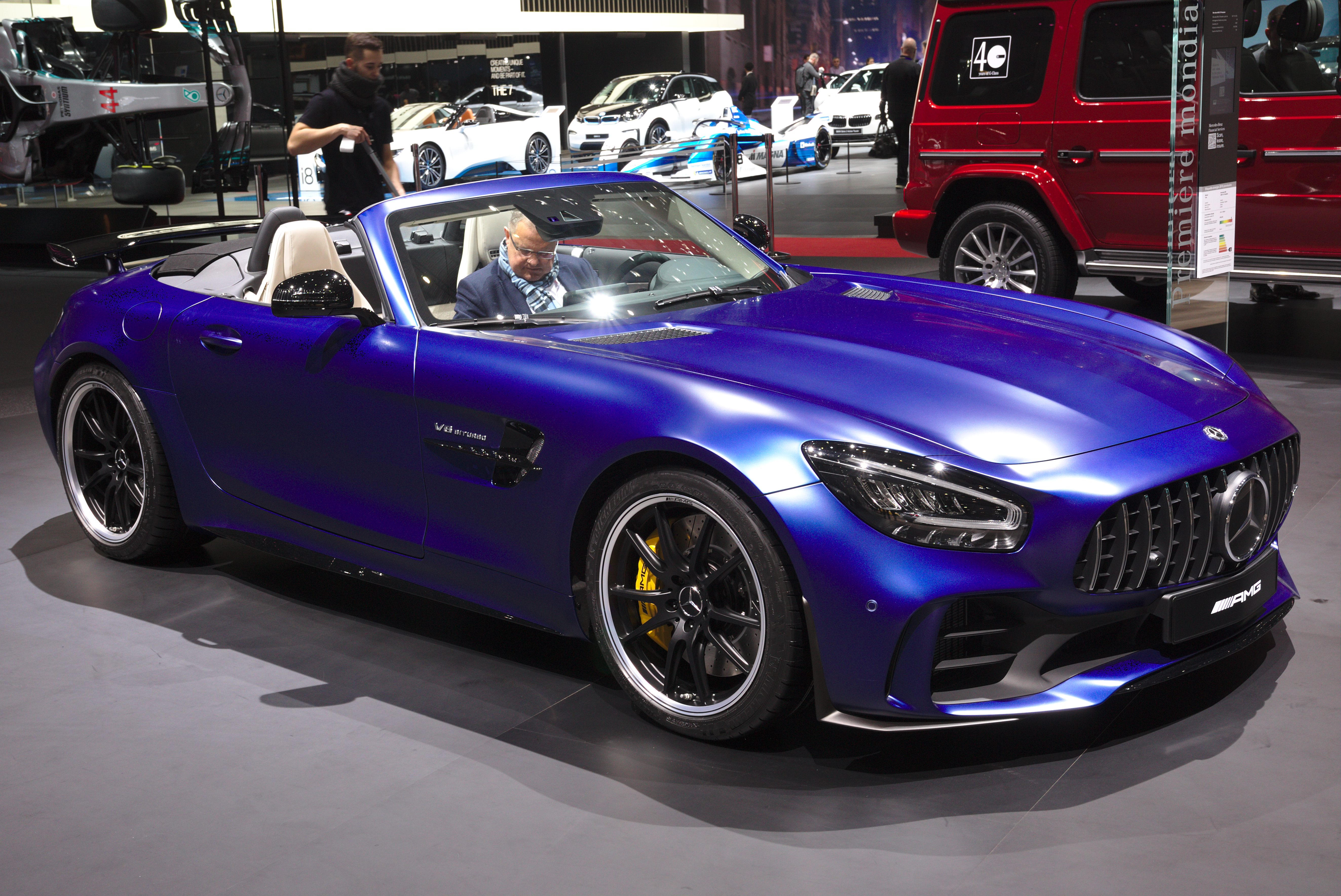
Mercedes-AMG GT R Roadster

Der Mercedes-AMG GT ist ein eigenständig von Mercedes-AMG entwickeltes Fahrzeug und der Nachfolger des SLS AMG.

### One

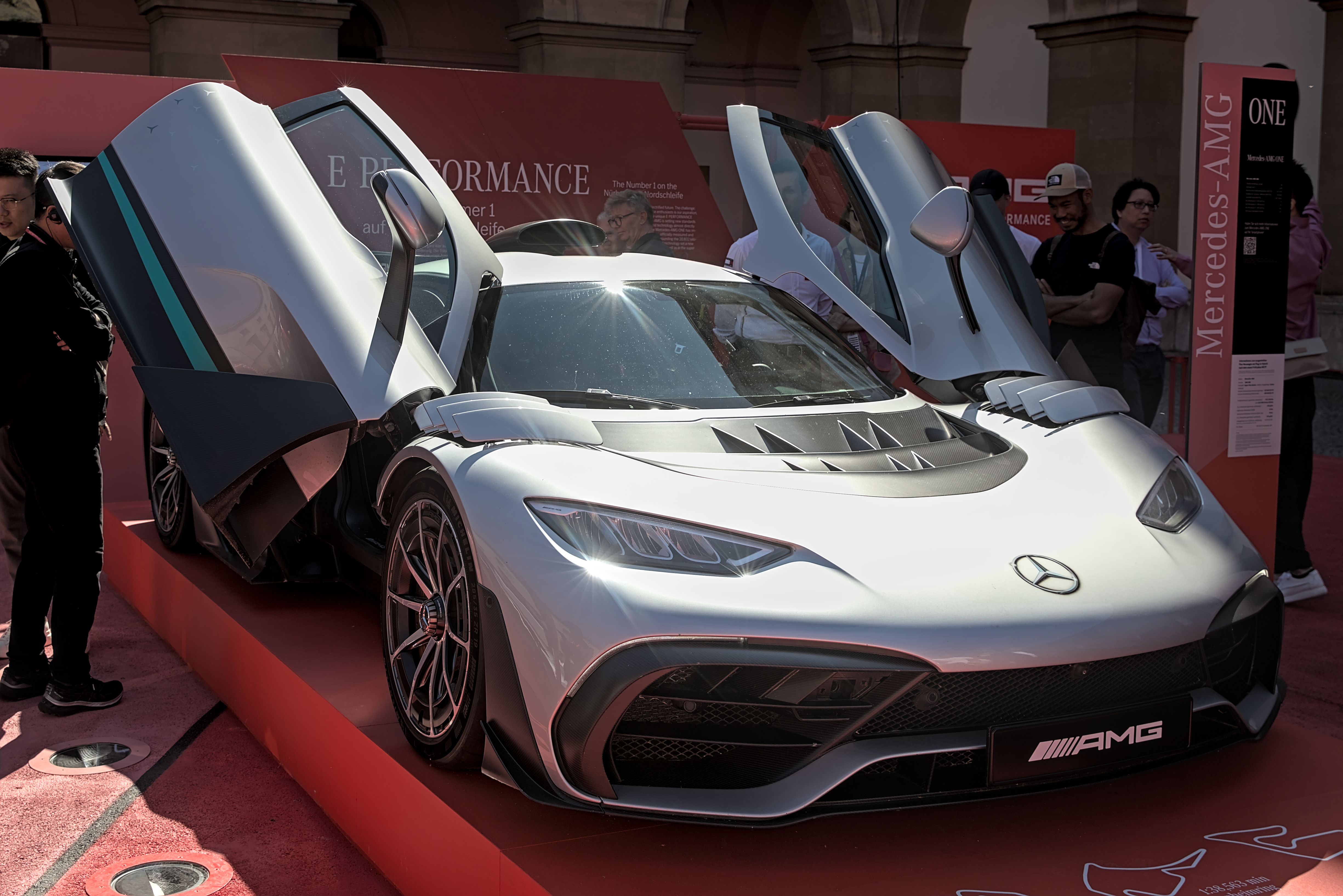
Mercedes-AMG One

Der Mercedes-AMG One ist ein zweisitziger Supersportwagen, dessen Antriebseinheit aus dem Formel-1-Rennwagen Mercedes F1 W07 Hybrid stammt. Das Fahrzeug wurde im September 2017 auf der Internationalen-Automobil-Ausstellung in Frankfurt am Main zum ersten Mal öffentlich vorgestellt. Das erste Fahrzeug wurde im Januar 2023 ausgeliefert.

### SL

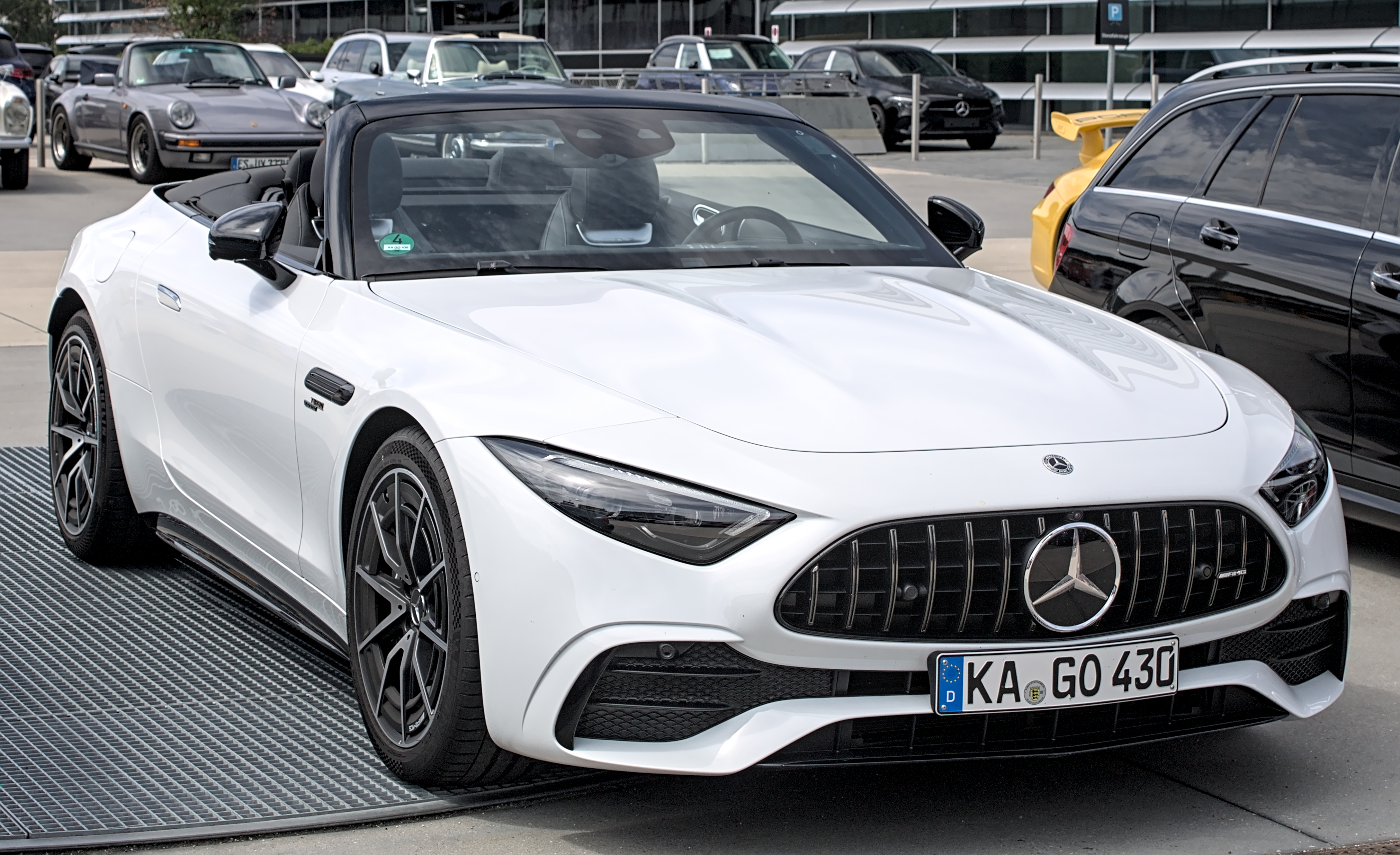
Mercedes-AMG SL 43

Die siebte Generation des Roadsters SL (R 232) wurde erstmals gänzlich durch AMG auf Basis des GT entwickelt, dessen Roadster zugunsten des SL eingestellt wurde. Erstmals seit 1963 ist die Baureihe auch wieder mit einem Vierzylindermotor erhältlich.

### PureSpeed
Der Mercedes-AMG PureSpeed ist ein zweisitziger Sportwagen auf Basis des SL, der Ende 2024 vorgestellt wurde und als erster Wagen der sogenannten Mythos-Serie zugeordnet wird. Statt einer Windschutzscheibe hat er ein Halo-System. Die Stückzahl wurde auf 250 begrenzt.

## Ehemalige Modelle
30 CDI
Der erste und bislang einzige Dieselmotor von AMG war der 30 CDI. Er basiert auf dem Reihenfünfzylinder, der in der Serienversion 2,7 Liter Hubraum aufwies. Der Hubraum des AMG-Pendants wurde durch Verwendung einer anderen Kurbelwelle auf 3,0 Liter erhöht, außerdem wurden Common-Rail-Einspritzung, Turbolader und Ladeluftkühlung optimiert. Der Motor wurde von 2003 bis 2004 in allen Varianten der C-Klasse (Limousine, T-Modell und Sportcoupé) angeboten und leistete 170 kW (231 PS).
3.2
Verbaut im 190er (W 201); erster AMG, der direkt über Mercedes bezogen werden konnte. Zweiventiler-Reihensechszylinder mit 172 kW (234 PS) und 305 Nm.
32
Als kleinere Kompressor-Variante zum 55er-AMG-Kompressormotor erschien der 3,2-Liter-V6-Kompressormotor. Er wurde in allen Varianten der C-Klasse (Limousine, T-Modell und Sportcoupé – W/S/CL 203) sowie im SLK (R 170) angeboten und leistet einheitlich 260 kW (354 PS). Sein maximales Drehmoment beträgt 450 Nm. Der Motor wurde im Jahr 2002 auch in einer Einzelanfertigung der A-Klasse (AMG A 32 Kompressor) verbaut, wofür Armaturenbrett und Sitze um sieben Zentimeter nach hinten verlegt werden mussten.
3.4
Der Motor wurde im A 124, C 124, S 124 und W 124 als 300 E-24 3.4 AMG bzw. 300 CE-24 3.4 AMG verbaut. Der 3,3-Liter-Motor verfügt über 3314 cm³, basiert auf dem M 104 und hat eine Motorleistung von 200 kW (272 PS), ein maximales Drehmoment von 330 Nm bzw. leistet 252 PS im Cabrio.
36
Das erste Topmodell der C-Klasse hieß von 1993 bis 1997 C 36 AMG. Der Motor ist ein Reihensechszylinder mit 3606 cm³ und einer Motorleistung von 206 kW (280 PS) und 385 Nm. Er basiert auf dem M-104-Motor. Es gab den C 36 AMG nur als Limousine.
Des Weiteren wurde der Motor auch in der E-Klasse der Baureihe 124 in allen Varianten außer der Limousine eingesetzt, später auf Wunsch auch in der Baureihe 210. Diese Fahrzeuge wurden zwar als Tuningfahrzeuge, jedoch über das reguläre Händlernetz als E 36 AMG verkauft. Diese Motoren leisten zwischen 195 und 206 kW.
43
Als Nachfolger des C 36 AMG stellte AMG im September 1997 den 4266 cm³ großen V8-Motor mit einer Leistung von 225 kW (306 PS) und 410 Nm Drehmoment im C 43 AMG vor. Dabei handelt es sich um eine stärkere Version des M 113 E 43. Der C 43 AMG wurde sowohl als Limousine als auch als T-Modell (Kombi) hergestellt.
50/60
Hierbei handelt es sich um eine stärkere Version des M 119 E 50, er wurde als E 50 AMG (W/S 210) mit unverändertem Hubraum von 4973 cm³ (255 kW/347 PS; 480 Nm), sowie als E 60 AMG (W 124 & W/S 210) und SL 60 AMG (R 129) mit 5956 cm³ (280 kW/381 PS; 580 Nm) verkauft. Bis 1992 wurde der SL 60 unter der Bezeichnung SL 500 AMG 6.0 angeboten. Einzig der E 50 AMG wurde als Mercedes-Benz-Fahrzeug vermarktet, die anderen Versionen waren als Tuningderivate ihrer jeweiligen Grundmodelle (E 50 AMG, E 500 bzw. SL 500) über die Mercedeshändler zu beziehen.
55
Unter der Bezeichnung 55 wurden je nach Modell zwei verschiedene Motoren angeboten: der M 152 und der M 113 E 55 ML
Der M 113 V8-Motor hat 5,4 Liter Hubraum und wurde zuletzt nur noch mit Kompressor (G 55 AMG) angeboten. Bis Anfang 2011 wurde der Motor auch ohne Kompressor (SLK 55 AMG) verkauft. Der 55er war bisher Standardmaschine und wurde für alle AMG-Baureihen angeboten, wurde jedoch inzwischen abgelöst. Das Leistungsspektrum reichte von 255 kW (347 PS) im C 55 AMG (W/S 202) bis 380 kW (517 PS) im SL 55 AMG. Eine modifizierte Version dieses Motors mit Kompressor, der M 155, trieb den Mercedes-Benz SLR McLaren (bis zu 500 kW/680 PS) an. Das einzige Modell, das bis 2012 noch mit dem M 113-Triebwerk ausgestattet worden war, war der G 55 AMG.
63
Der 63er AMG war die letzte Ausbaustufe des 12-Zylinder-Saugmotors (M 137) aus dem S 600 L. Durch Hubraumerweiterung von 5,8 auf 6,2 Liter und weitere Modifikationen konnte die Leistung auf 326 kW (444 PS) angehoben werden. Die Modellbezeichnung ist außerdem eine Referenz an den legendären 300 SEL 6.3 von 1968, das erste Tuningobjekt von AMG. Dieser Zwölfzylinder wurde in CL- und S-Klasse sowie als erster Seriengeländewagen mit Zwölfzylinder in der G-Klasse angeboten.
Modelle mit 6,2-l-V8-Motor
| Modell                      | Bauzeit   | Leistung                        | Varianten                    | Baureihe  |
| --------------------------- | --------- | ------------------------------- | ---------------------------- | --------- |
| C 63 AMG                    | 2007–2015 | 336 kW – 373 kW 457 PS – 507 PS | Limousine T-Modell und Coupe | W/S/C 204 |
| C 63 AMG                    | 2011–2015 | 336 kW – 373 kW 457 PS – 507 PS | Coupé                        | C 204     |
| C 63 AMG Coupé Black Series | 2012      | 380 kW (517 PS)                 | Coupé                        | C 204     |
| CL 63 AMG                   | 2006–2010 | 386 kW (525 PS)                 | Coupé                        | C 216     |
| CLK 63 AMG                  | 2006–2010 | 354 kW (481 PS)                 | Coupé und Cabriolet          | C/A 209   |
| CLK 63 AMG Black Series     | 2007–2009 | 373 kW (507 PS)                 | Coupé                        | C 209     |
| CLS 63 AMG                  | 2006–2011 | 378 kW (514 PS)                 | viertüriges Coupé            | C 219     |
| E 63 AMG                    | 2006–2009 | 378 kW (514 PS)                 | Limousine und T-Modell       | W/S 211   |
| E 63 AMG                    | 2009–2011 | 386 kW (525 PS)                 | Limousine und T-Modell       | W/S 212   |
| ML 63 AMG                   | 2006–2011 | 375 kW (510 PS)                 | Offroader                    | W 164     |
| R 63 AMG                    | 2006–2007 | 375 kW (510 PS)                 | Großraumlimousine            | W/V 251   |
| S 63 AMG                    | 2006–2010 | 386 kW (525 PS)                 | Limousine und Langlimousine  | W/V 221   |
| SL 63 AMG                   | 2008–2012 | 386 kW (525 PS)                 | Roadster                     | R 230     |
| SLS AMG                     | 2010–2014 | 420 kW (571 PS)                 | Roadster und Coupé           | C/R 197   |

65
| Hubraum | Leergewicht (kg) | PS  | km/h | KW  |
| ------- | ---------------- | --- | ---- | --- |
| 5980    | 1870             | 670 | 350  | 493 |

70/73
Der 7055 bzw. 7291 cm³ große V12 wurde exklusiv im SL (R 129) von AMG unter der Bezeichnung SL 70/73 AMG vermarktet und tauchte nie offiziell in den Preislisten von Mercedes auf. Der 1995 vorgestellte Roadster leistet 365 kW (496 PS) bzw. 386 kW (525 PS) und beschleunigt in 4,7 Sekunden von 0 auf 100 km/h. Die gleiche Ausgangsbasis wurde sowohl für einige Mercedes-Benz CLK GTR als auch für den Pagani Zonda verwendet. Der Motor trägt die interne Bezeichnung M 120.

## Sonstiges
- Die Website von Mercedes-AMG wurde 2006 mit einem Webby-Award ausgezeichnet.
- Gemeinsam mit dem Logistik-Dienstleister Müller – Lila Logistik wurde AMG 2014 mit dem Deutschen Logistikpreis der Bundesvereinigung Logistik ausgezeichnet.[28]